# Sarnath
Sarnath és una població a Uttar Pradesh, unida a Varanasi de la que oficialment està a 10 km però de fet gairebé no hi ha separació degut a l'existència de barris perifèrics. No hi ha estadístiques separades de població.
El lloc és famós per les restes budistes. El primer monument és la stupa Chaukandi, un munt de pedres treballades i rajoles en el que seria una edificació quadrada rodejada per torre octagonal, atribuïda a Asoka. Però la principal estructura és la stupa Dhamek amb base de 28 metres de diàmetre i 43,6 metres d'altura; la pedra de la part baixa està decorada.
Altres llocs a Sarnath inclouen el modern temple de Mulugandha Kuti Vihar erigit per la societat Mahabodi. Hi ha altres temples entre els quals un de tibetà. Al Museu de Sarnath hi ha una rica col·lecció d'escultures representatives de l'art budista; els lleons d'Asoka, el símbol nacional de l'Índia, trobats a un pilar trencat a Sarnath, són al Museu però no se'n permet la fotografia (no es poden entrar càmeres de fotos al museu que obre de les 10 del matí a les 5 de la tarda).